# Букшта, Николай Васильевич
Николай Васильевич Букшта (бел. Мікалай Васілевіч Букшта; род. 5 июля 1931, д. Озерцо, Ивацевичский район) — Герой Социалистического Труда (1966).

## Биография
С 1949 года — тракторист Ивацевичской МТС, с 1958 года — тракторист колхоза «Большевик» Ивацевичского района. Звание Героя присвоено за успехи в увеличении производительности и заготовок сельскохозяйственных продуктов.